# Wierchniejarkiejewo
Wierchniejarkiejewo ros. Верхнеяркеево – wieś (ros. село, trb. sieło) w Rosji, w Baszkortostanie. W 2010 roku liczyła 9710 mieszkańców.